# Andrei Neagoe
Andrei Neagoe (sinh ngày 24 tháng 4 năm 1987 ở Piteşti, Argeş, România) là một cầu thủ bóng đá người România thi đấu cho Mioveni.
Anh có một anh trai cũng chơi bóng mang tên Robert Neagoe.